# Rämshyttan
Rämshyttan är en småort i Borlänge kommun, belägen i Stora Tuna socken cirka 25 km sydväst om Borlänge, vid sjön Rämen. Rämshyttan ligger mycket nära gränserna mot Ludvika och Säters kommuner. Inom byn ligger en exklav av Ludvika kommun.
Strax norr om Rämshyttan, i Grangärde socken och Ludvika kommun, finns ruinerna av Rämshytte bruk (Räms bruk). Här, vid det korta vattendraget mellan sjöarna Rämen och Långsjön, fanns hytta och stångjärnshammare, omnämnda första gången omkring år 1640. Hyttdriften nedlades år 1903.
I Rämsbyn i Grangärde socken, strax väster om Rämshyttan, låg Rämshyttans skid- och turiststation. Den invigdes 1920 som Skidfrämjandets (nuvarande Friluftsfrämjandet) första friluftsgård. Turiststationen ligger 250 meter över havet och har utmärkt skidterräng samt mycket god snötillgång. Plats kunde beredas för 70-talet gäster. Slalombacke, tennisplan, anläggningar för simsport samt bastu och campingplats fanns, liksom även idrottsplats vid Tuna-Hästberg. I Rämshyttan arrangerades ett stort antal utbildningskurser inom olika idrotter, främst för ledare. Turistgården blev asylboende 2014 och har även varit det innan dess (första gången 1984). Den 15 september 2014 brann turistgårdens huvudbyggnad ner. Rämshyttans turistgård drivs idag som fritidsboende under namnet Rämsbyns fritidsboende. 
Vid Bergslagsbanan, omedelbart söder om byn, i Silvbergs socken i nuvarande Säters kommun, låg Rämshyttans järnvägsstation. Härifrån utgick mellan år 1912 och 1983 en 10 km lång bibana för godstrafik till Idkerberget.

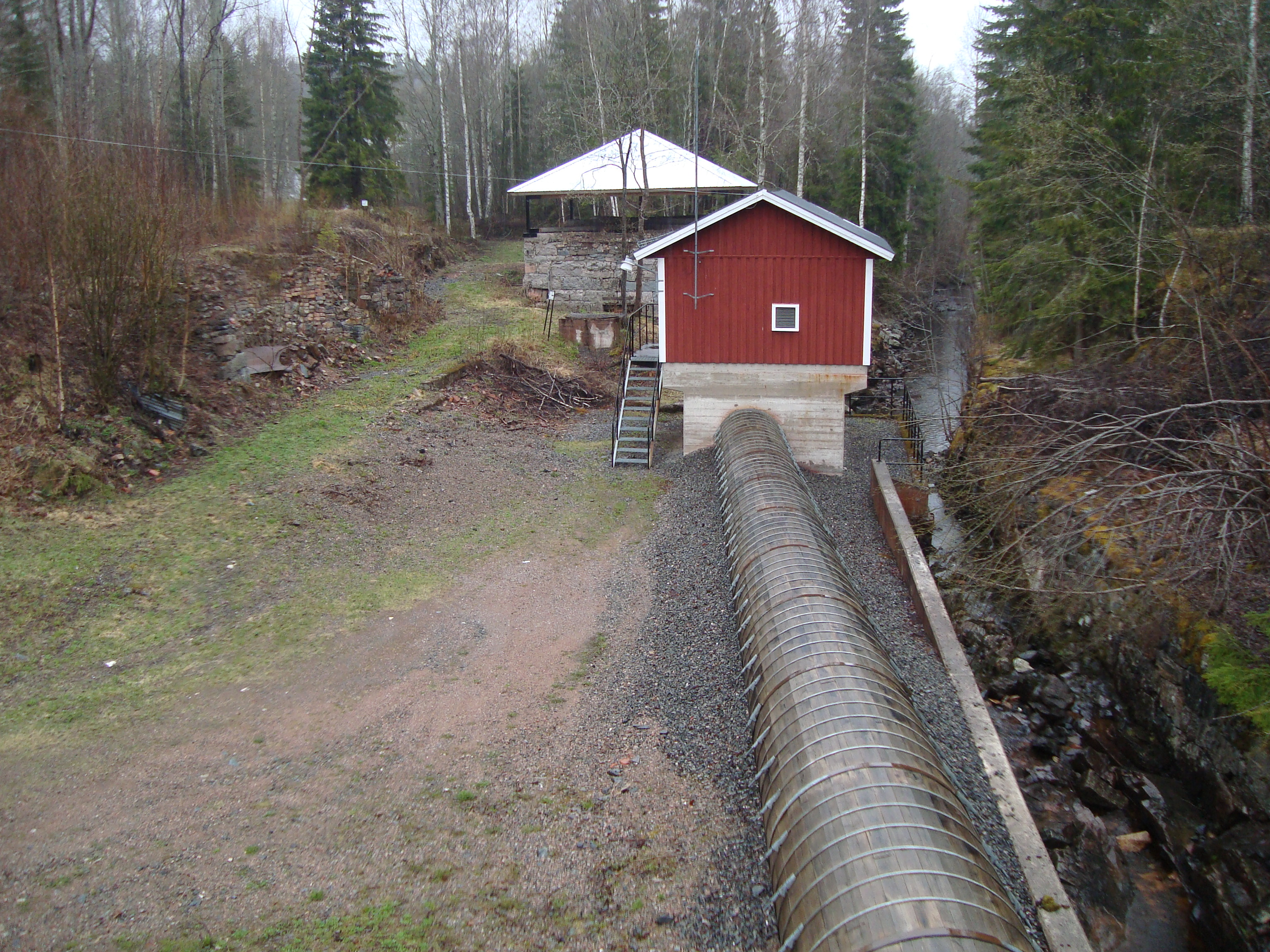
Räms bruk och kraftstation.
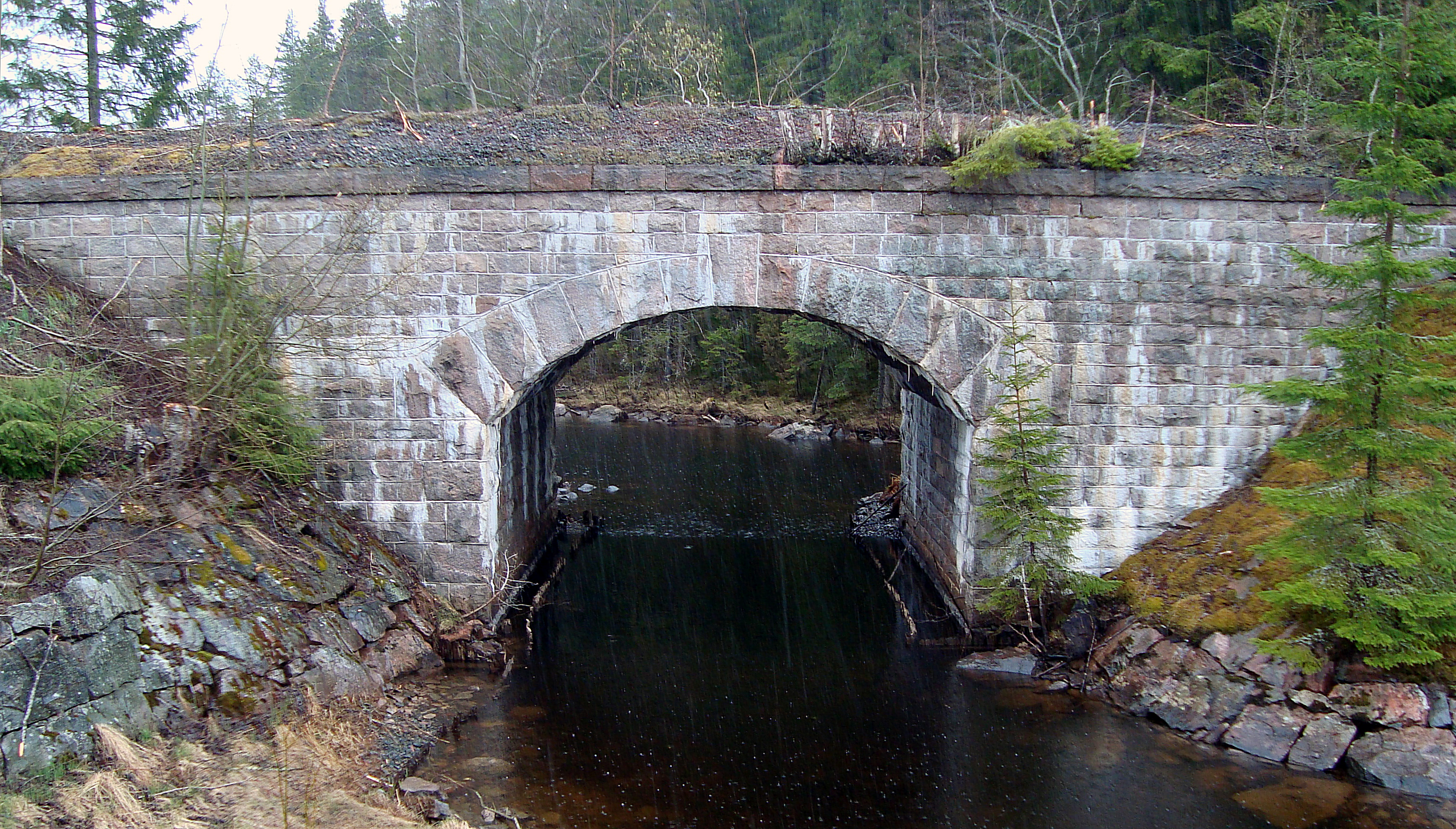
Bro för järnvägen mellan Rämshyttan och Idkerberget.
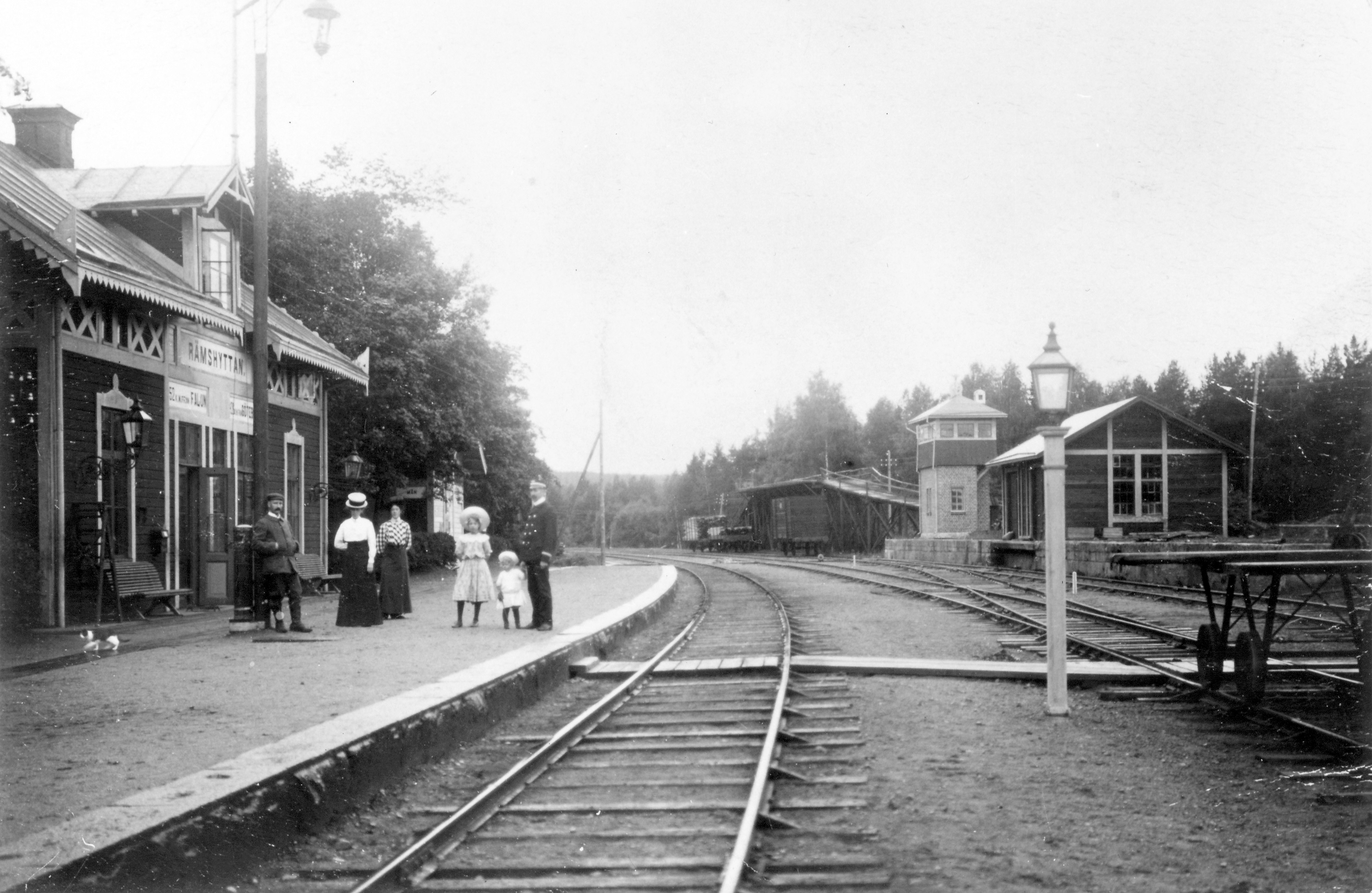
Rämshyttans järnvägsstation.
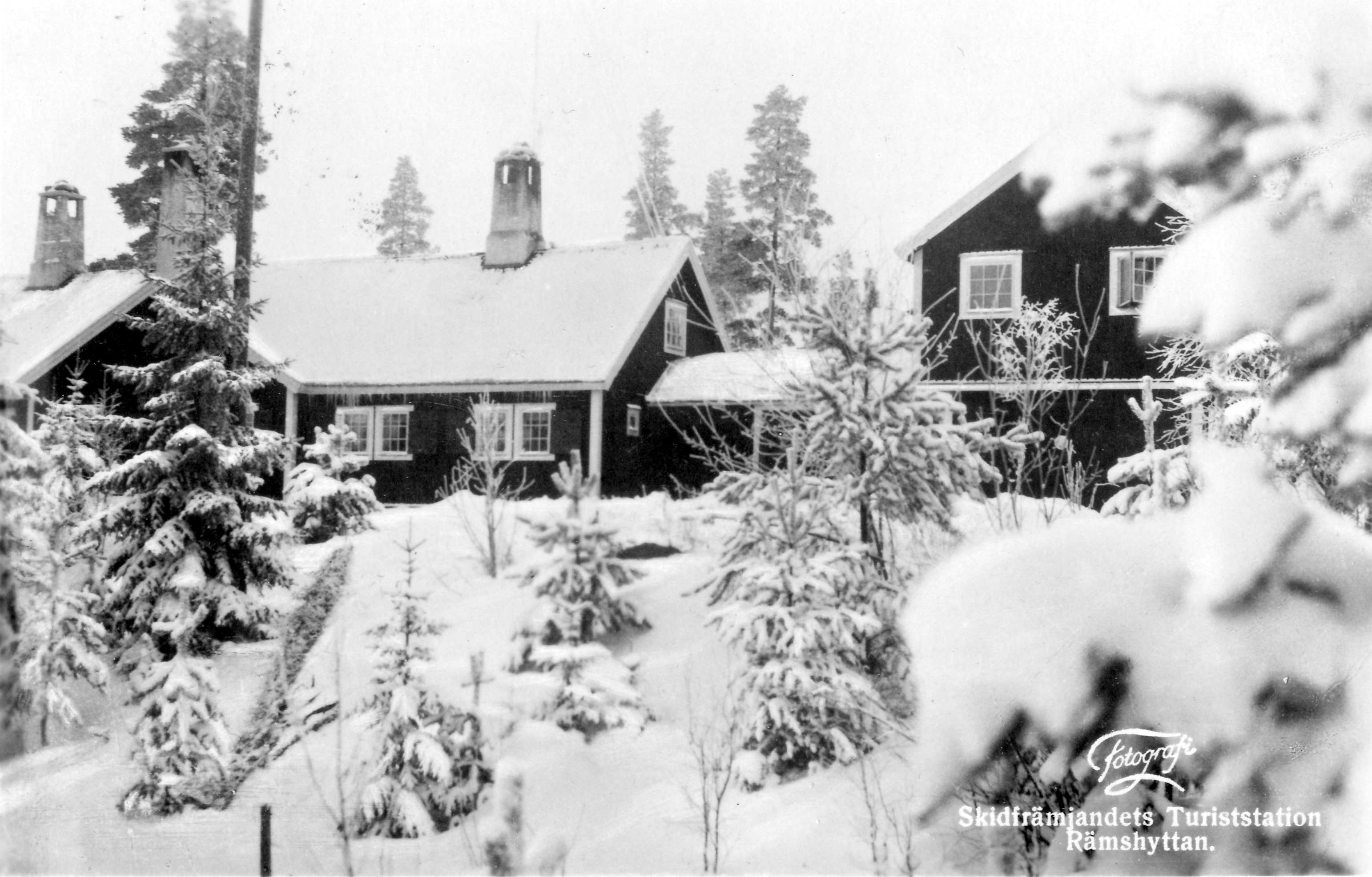
Rämshyttans turiststation 1931.